# Cyperus subtenuis
Cyperus subtenuis är en halvgräsart som först beskrevs av Georg Kükenthal, och fick sitt nu gällande namn av Mark T. Strong. Cyperus subtenuis ingår i släktet papyrusar, och familjen halvgräs. Inga underarter finns listade i Catalogue of Life.